# Hrabstwo Upson

Piramida wieku hrabstwa

Hrabstwo Upson (ang. Upson County) – hrabstwo w stanie Georgia, w Stanach Zjednoczonych. Jego siedzibą administracyjną jest Thomaston.

## Geografia
Według spisu z 2000 obszar całkowity hrabstwa obejmuje powierzchnię 327,64 mil2 (848,58 km²), z czego 325,48 mil2 (842,99 km²) stanowią lądy, a 2,15 mil2 (5,57 km²) stanowią wody. 

### Miejscowości
- Thomaston
- Yatesville

### CDP
- Hannahs Mill
- Lincoln Park
- Salem
- Sunset Village

### Sąsiednie hrabstwa
- Hrabstwo Lamar (północ)
- Hrabstwo Pike (północ)
- Hrabstwo Monroe (północny wschód)
- Hrabstwo Crawford (południowy wschód)
- Hrabstwo Taylor (południe)
- Hrabstwo Talbot (południowy zachód)
- Hrabstwo Meriwether (północny zachód)

## Demografia
Według spisu z 2020 roku liczy 27,7 tys. mieszkańców, co oznacza wzrost o 2% w porównaniu z poprzednim spisem z roku 2010. Według danych pięcioletnich z 2021 roku 68,5% to biali (66,6% nie licząc Latynosów), 28,3% czarnoskórzy lub Afroamerykanie, 2% miało rasę mieszaną, 0,6% Azjaci, 0,4% rdzenna ludność Ameryki i 0,2% pochodziło z wysp Pacyfiku. Latynosi stanowili 2,7% populacji hrabstwa.

## Polityka
Hrabstwo jest przeważająco republikańskie, gdzie w wyborach prezydenckich w 2020 roku, 66,7% głosów otrzymał Donald Trump i 32,6% przypadło dla Joe Bidena. 